# Hinrichshagen (Peenehagen)
Hinrichshagen – dzielnica gminy Peenehagen w Niemczech, w kraju związkowym Meklemburgia-Pomorze Przednie, w powiecie Mecklenburgische Seenplatte, wchodzi w skład Związku Gmin Seenlandschaft Waren. Do 31 grudnia 2011 była to samodzielna gmina.